# 并八苯
并八苯是一种并苯，分子式C
34H
20，2010年首次合成。